# Teresa Solà i Vilà
Teresa Solà i Vilà (Palafrugell, 6 de noviembre de 1886 - Sant Antoni de Vilamajor, 25 de febrero de 1979) fue una maestra catalana que ejerció su profesión en diversas poblaciones de Cataluña.

## Trayectoria
Estudió magisterio, siguiendo los pasos de sus padres. Se licenció con 21 años y consiguió una plaza de maestra en la escuela de Albi, donde  ejerció durante siete años.
En 1917 se trasladó a Breda, donde tenía vínculos familiares. Contrajo matrimonio con Josep Aragay, en 1934. Antes de la guerra civil y fruto del matrimonio con Aragay, pudo establecer amistad con personajes de la intelectualidad novecentista como: Carles Riba, Clementina Arderiu, Josep Obiols, Miquel Cardona, Xavier Nogués y Isabel Escalada, que se establecían por temporadas en el municipio barcelonés del Montseny.
Tras la Guerra civil, el matrimonio fue represaliado. Solà fue procesada por el Juzgado Militar Especial de Depuración de Funcionarios Civiles, situado en la Auditoría de Guerra de Cataluña, y condenada a 6 años y 1 día de prisión mayor por, entre otros cargos, "mala conducta, ideología de izquierdas y sindicada en la Federación de Trabajadores de la Enseñanza ( FETE )".
Solà ingresó en la prisión de les Corts de Barcelona el 18 de agosto de 1939. Salió en libertad provisional el 26 de febrero de 1941, pero no fue hasta el 5 de abril de 1944 cuando se le concedió la libertad definitiva. Se incorporó de nuevo al magisterio en Breda impartiendo clases particulares, pero debido a las presiones de ciertas persones partidarias de la dictadura franquista tuvo que cesar su actividad. Finalmente, consiguió volver a ejercer como maestra en la escuela de Sant Antoni de Vilamajor, a más de 30 kilómetros de Breda, por imposición de las autoridades, donde se mantuvo en activo desde 1951 hasta 1957.
Tras su jubilación contribuyó de manera decisiva en la creación del Museo Municipal José Aragay de Breda, aportando un importante fondo de obras de su difunto marido.

## Reconocimientos
La población de Breda rinde homenaje a Solà dando su nombre a los jardines que hay junto al museo y que ocupan parte del patio de la escuela de niñas de donde ella  fue maestra.